# Lotus Seven

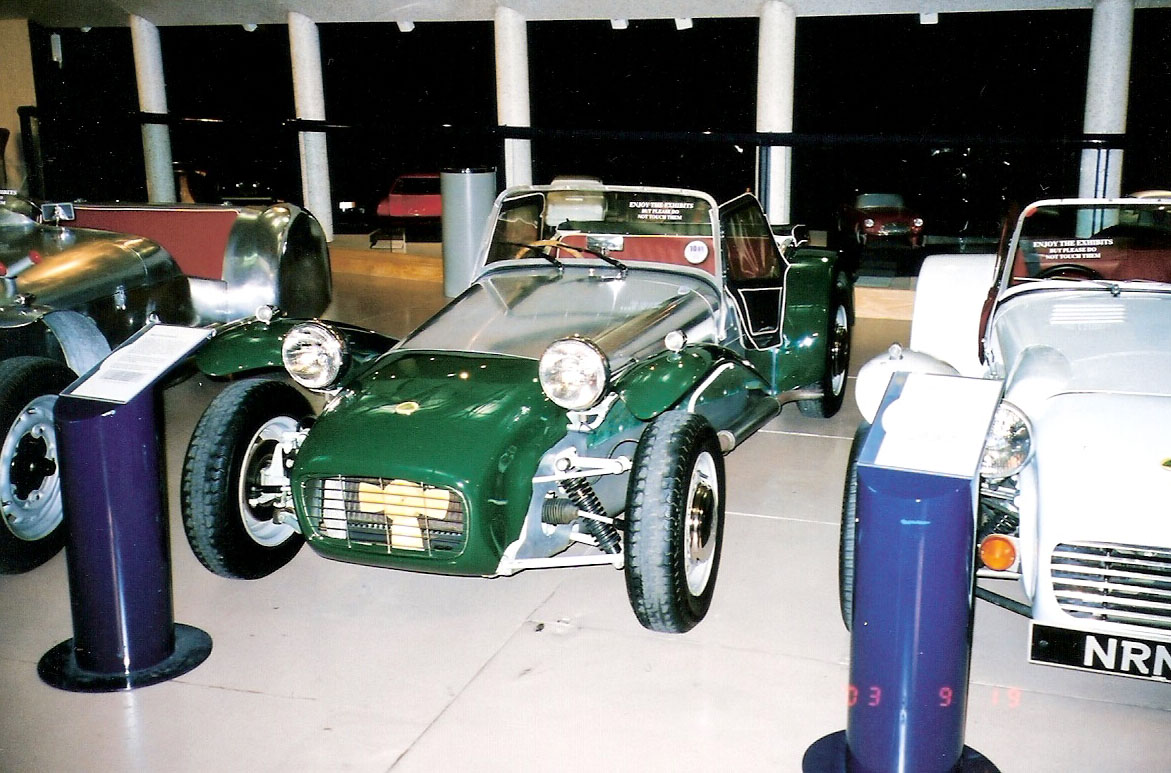
Lotus 7 serie 2 uit 1960 met aluminium beplating

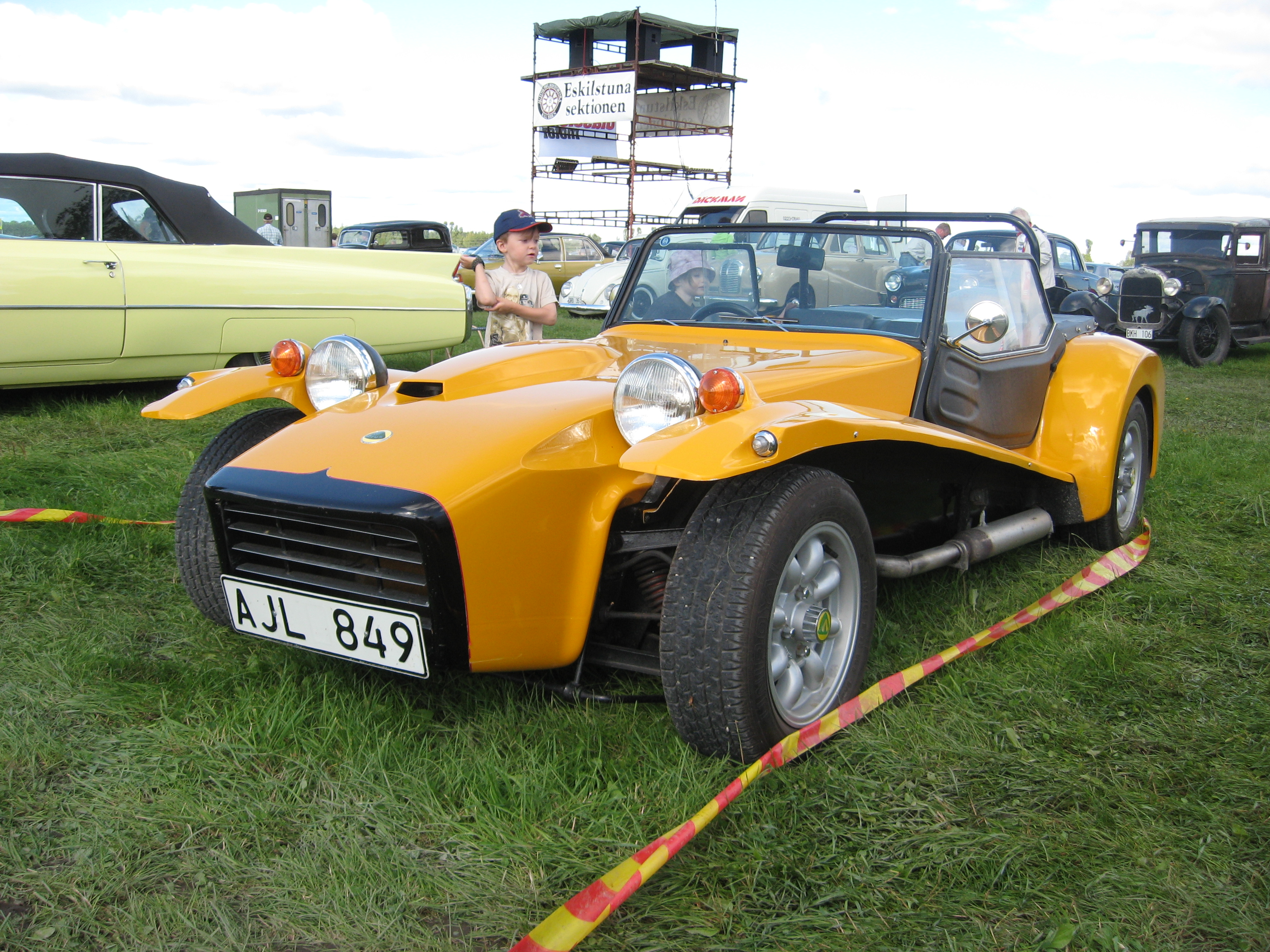
Bij deze Lotus 7 serie 4 is goed te zien hoe gewicht werd bespaard

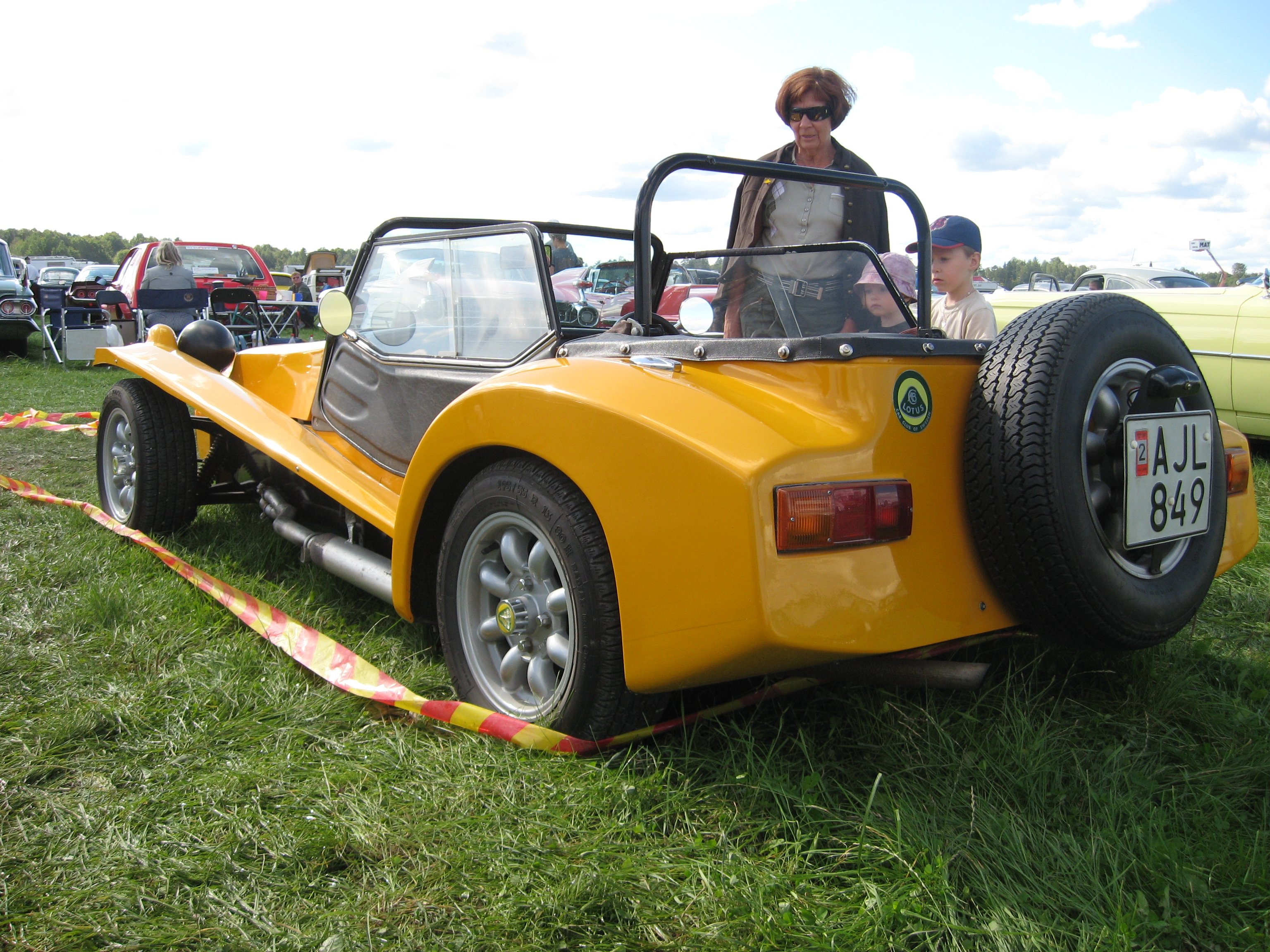
op de plastic afwerking van de deuren en het dak

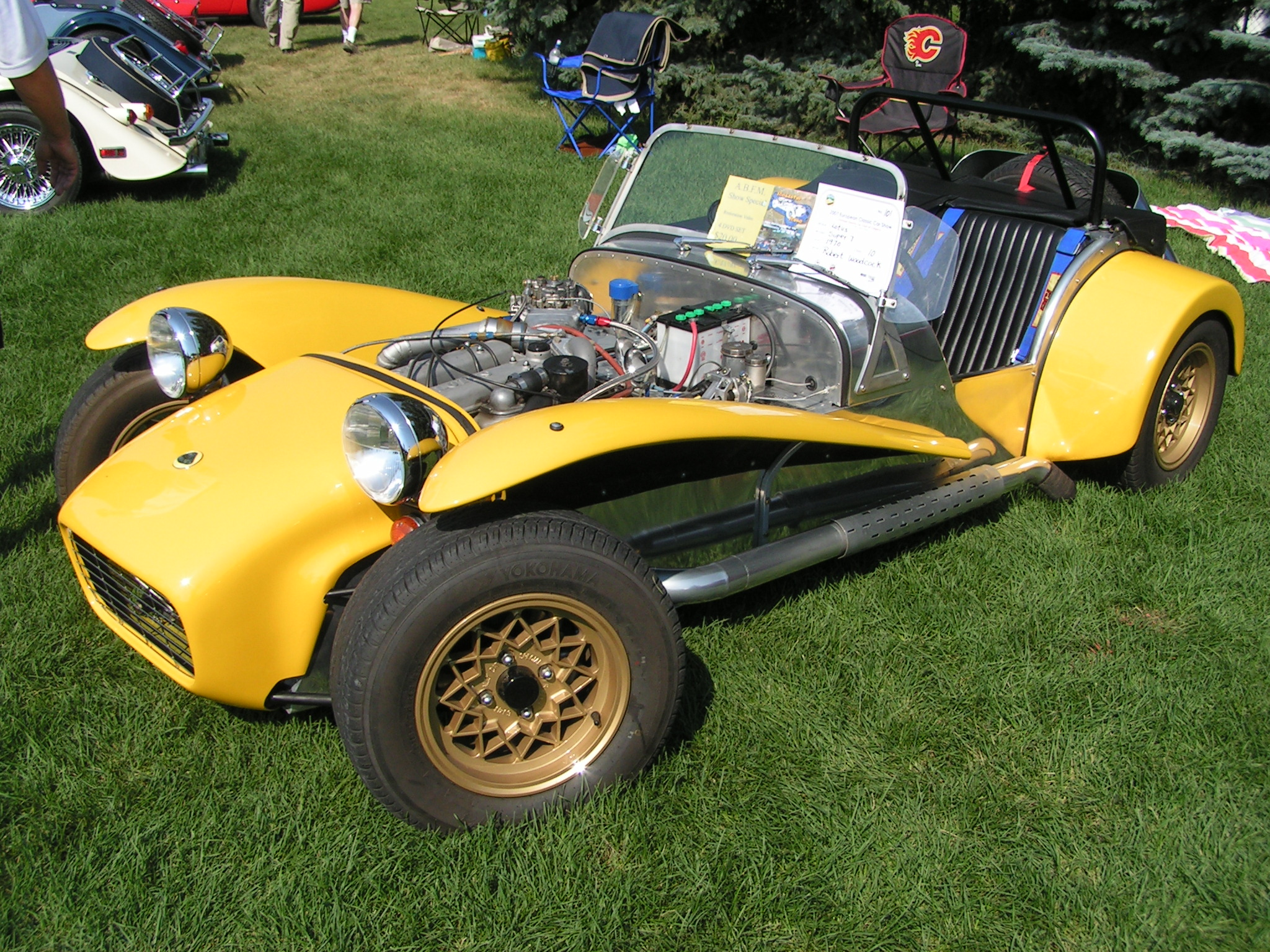
Een lotus 7 met de nodige modificaties

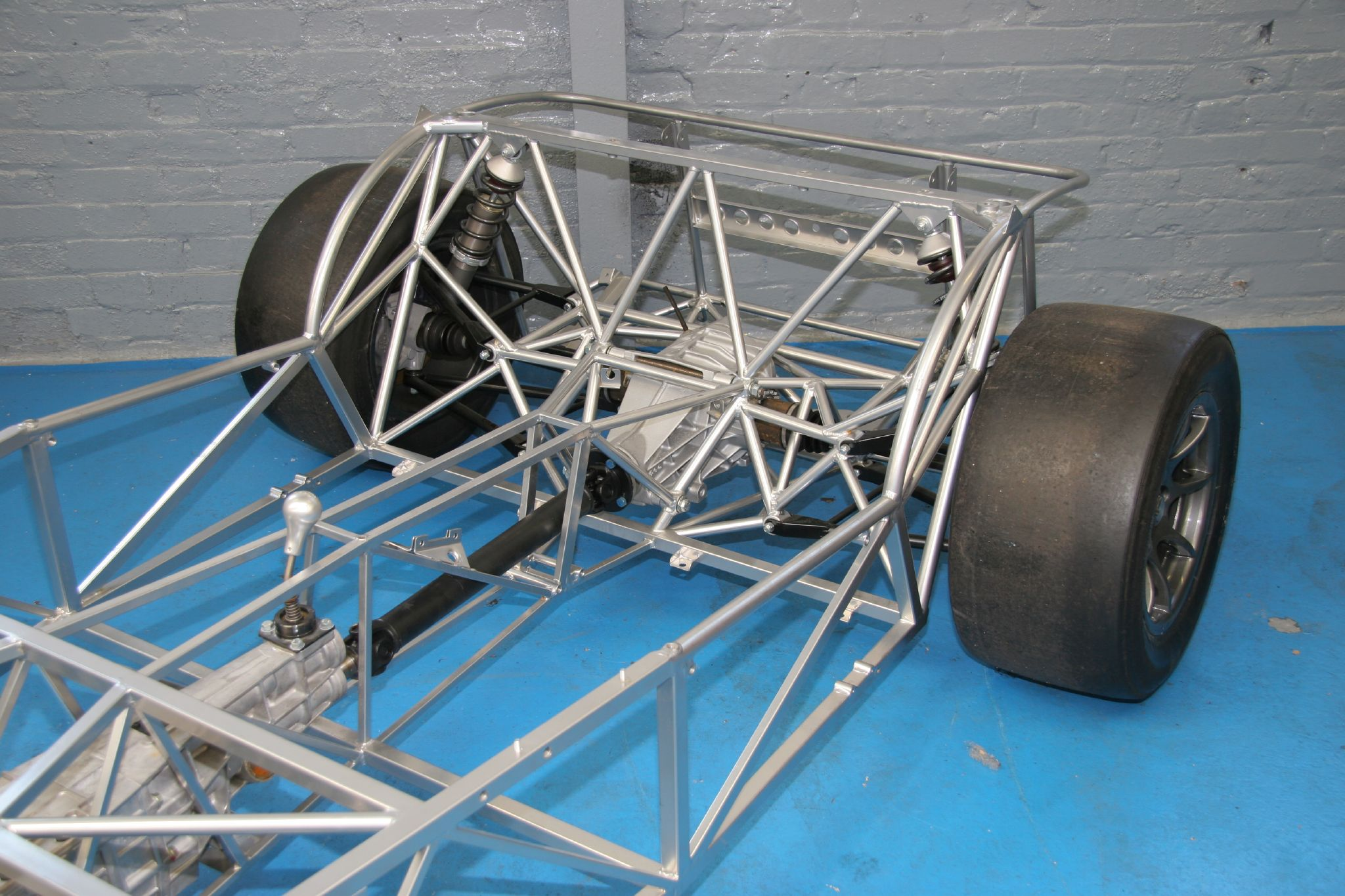
Dit is de achterkant van het chassis van een Caterham 7 replica

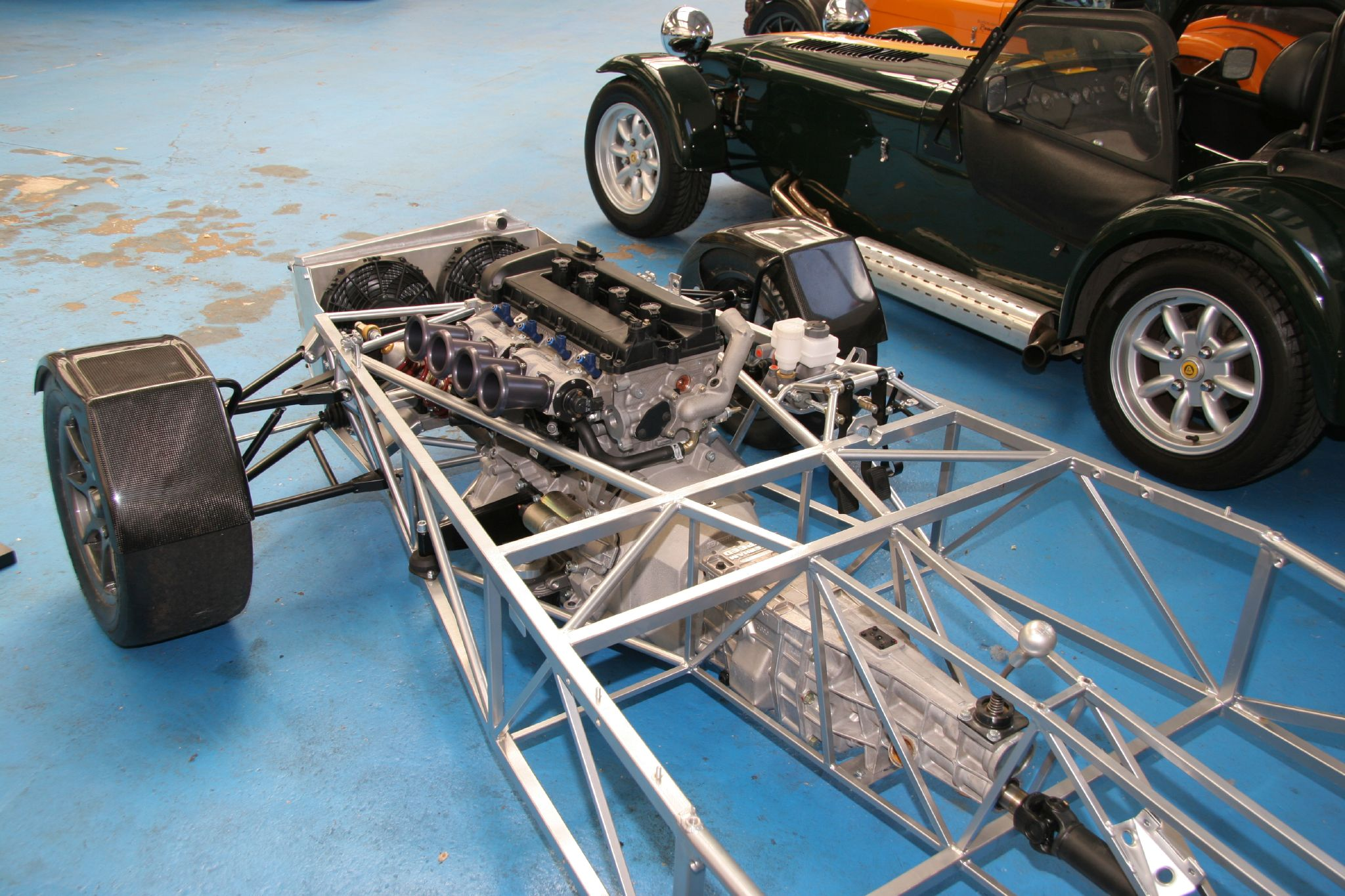
Hier met gemonteerde aandrijflijn

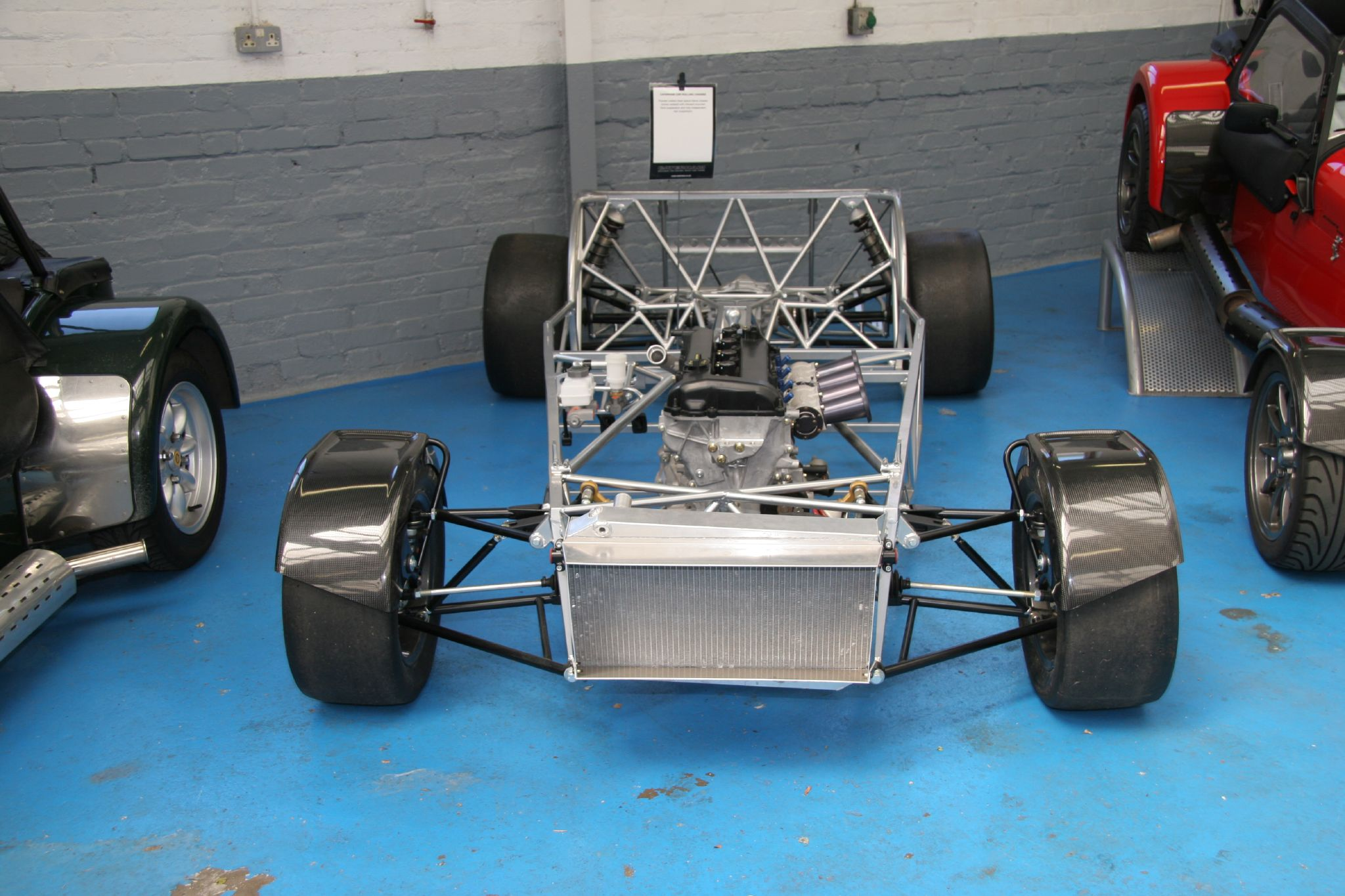
Hier de voorzijde met radiator

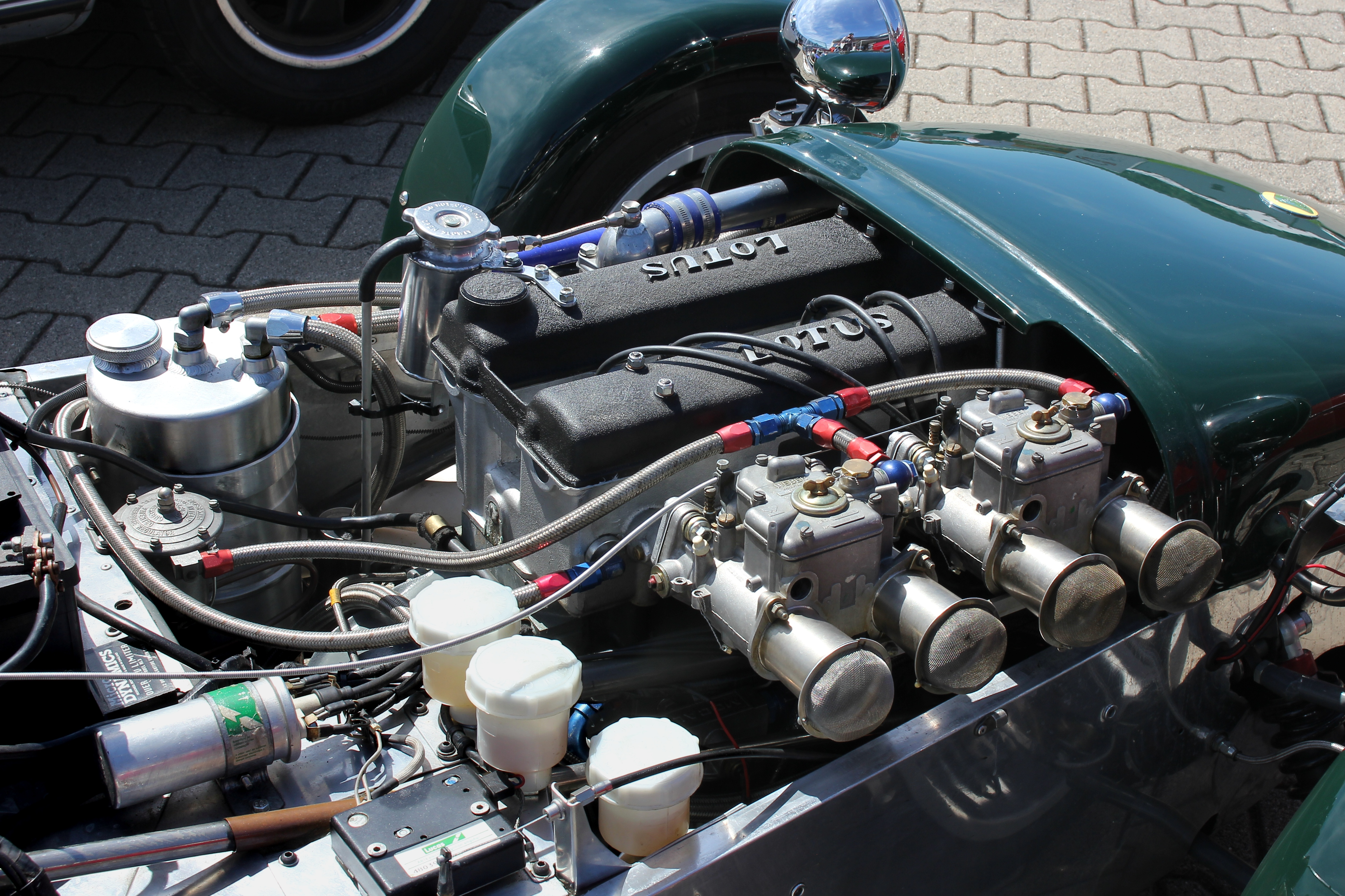
Lotus Twin Cam

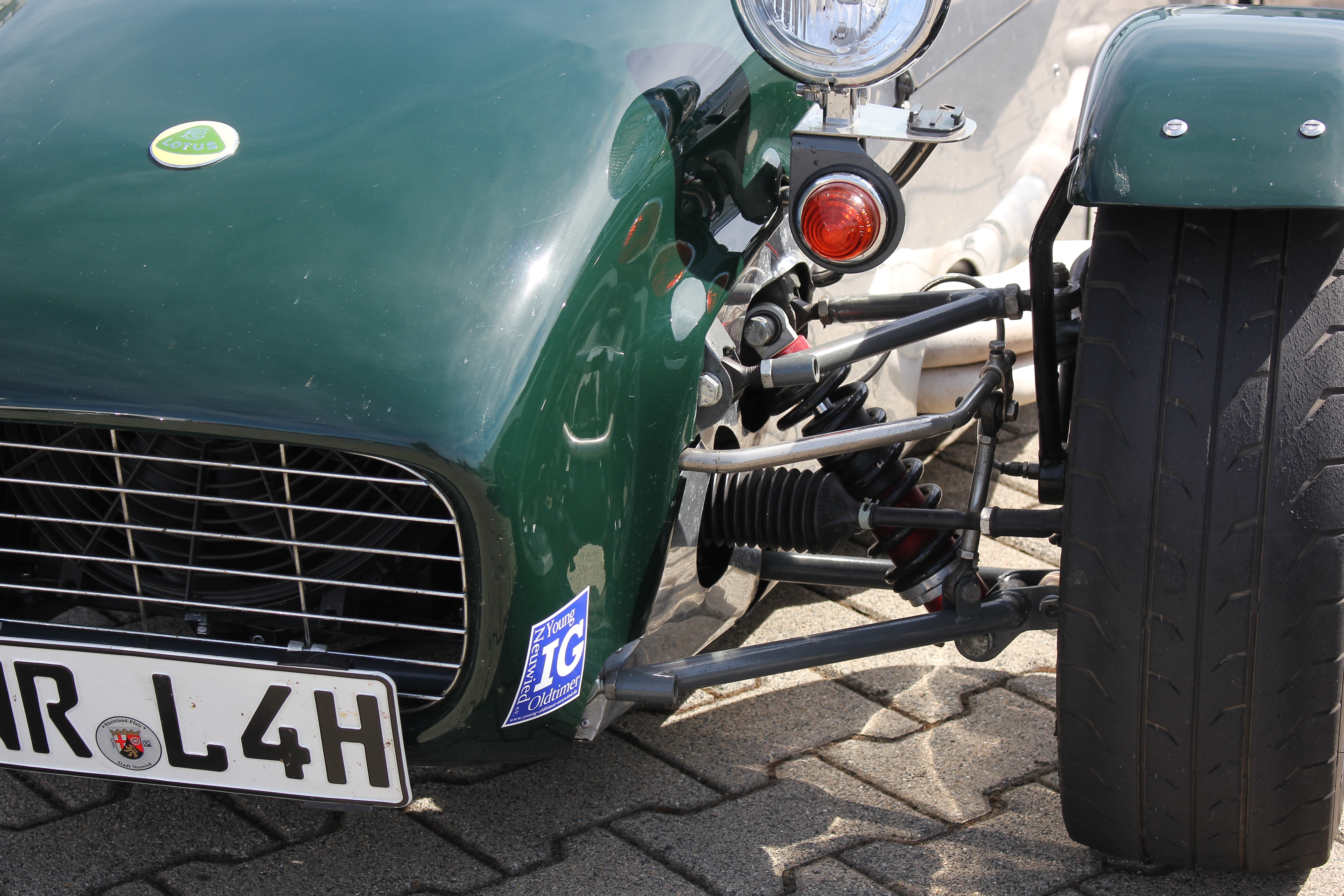
Front suspension

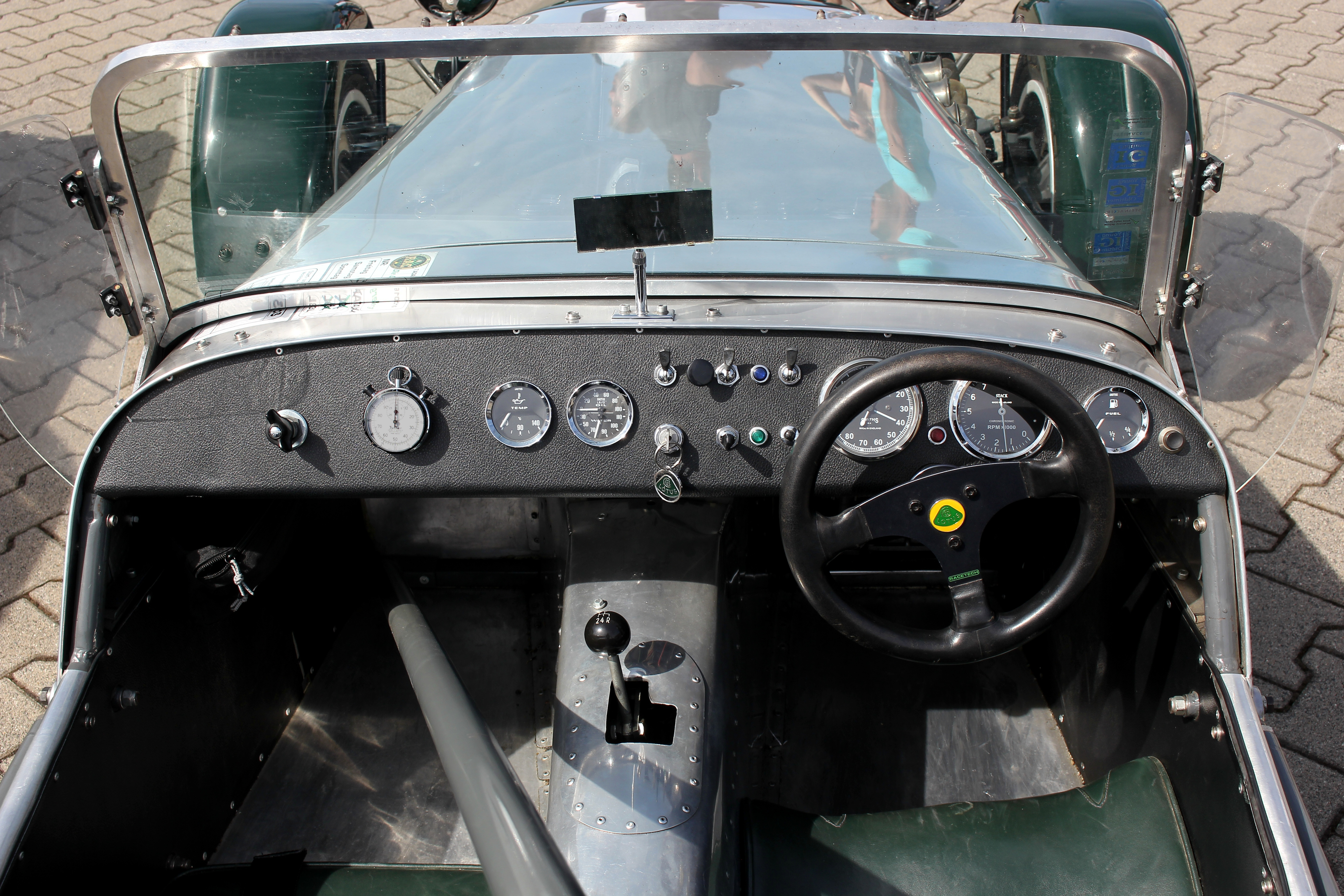
Cockpit

De Lotus Seven of Lotus “7” was een kleine, heel lichte en heel eenvoudig ingerichte tweezits open sportwagen die destijds van 1957 – 1972 door Lotus Cars werd gebouwd. De “7” werd ontworpen door Colin Chapman volgens een toen zeer vooruitstrevend denkbeeld; zo veel mogelijk vermogen door een zo simpel mogelijke uitvoering en door zo min mogelijk gewicht. 
De wagen kon gewoon op de weg gebruikt worden maar was met enkele kleine aanpassingen ook zeer geschikt voor op het circuit. Het model was daarom erg succesvol en er werden meer dan 2500 stuks als Lotus “7” verkocht. 

## Geschiedenis
De Lotus “7” werd in 1957 uitgebracht; en kreeg zijn naam van een eerder door Lotus afgewezen model dat voor de formule 2-races zou worden gebruikt. 
Gebaseerd op de eveneens door Colin Chapman geproduceerde Lotus “6” werd de “7” aangedreven door een 1172 cc-Ford-zijklepper die 40 pk vermogen leverde. Deze goedkope sterke motor was specifiek geschikt voor lowbudgetraces. Andere mogelijke opties waren een BMC A-serie of een Coventry Climax motor.
Hoewel de Lotus “7” gewoon op straat mocht rijden werd hij ontworpen voor het circuit. Een licht gewicht was volgens Chapman dus van groot belang. Het ontwerp werd uitgerust met een voorin geplaatste motor en aandrijving op de achterwielen. Een bijzonder licht van vierkante holle stalen buizen gemaakt chassis werd afgewerkt met gewone aluminium panelen als carrosserie. De panelen waren zo recht en vlak mogelijk gehouden om kostenbesparend te werken en om dezelfde reden was de wagen uitgerust met eenvoudige plastic deuren die rechtstreeks aan de voorruitsteunen werden bevestigd. Ook de neus en de spatborden waren oorspronkelijk van aluminium, maar deze werden in de latere S2- en S3-modellen door fiberglas onderdelen vervangen.
De Lotus “7” serie 2 (S2) werd in 1960 uitgebracht en serie 3 (S3) in 1968. In 1970 wijzigde Lotus chassis en vorm van de wagen en bracht deze als de serie 4 (S4) uit. Bij deze wagen werd het grootste deel van de aluminium carrosserie vervangen door kunststofdelen. Ook was de wagen uitgerust met een kachel. Van de S4-serie werden als Lotus echter weinig wagens verkocht. De latere door de firma Caterham geleverde modellen die hierop waren gebaseerd waren wel succesvol in de verkoop. 
Vanwege het toen geldende Engelse belastingsysteem werd het daar zeer lucratief om de wagen als bouwkit te kopen; dit scheelde namelijk enorm in de belasting. De belastingwet gaf echter aan dat bij de aankoop als kitcar geen montagehandleiding mocht worden meegeleverd.
In 1958 werd een Lotus voorzien van een getunede Ford-1172cc-motor en closeratioversnellingsbak door het Engelse blad Motor getest. De top lag bij 129,4 km/u, de acceleratie van 0–100 km/u was in 16,2 seconden en het verbruik was 9,11 liter op 100 km. De testwagen kostte £1157 inclusief £386 belasting. De nadruk werd er op gevestigd dat de wagen ook in componenten kon worden gekocht; hierbij werd dan £399 op de Lotus-onderdelen, £100 op de Ford-motor en £27 op de BMC-achteras bespaard.
Chapman interpreteerde de belastingregels helemaal op zijn eigen wijze. Hij keerde de zaak om. Als de wagen als bouwkit werd gekocht werd er – conform de wet – geen montagehandleiding bijgeleverd. De klant ontving echter een demontage-instructie die hij in omgekeerde volgorde toe moest passen.
Na toetreding tot de Europese Economische Gemeenschap moest Engeland zijn belastingstelsel herzien en werd in 1973 de btw ingevoerd. Hierbij verviel het voordeel bij het kopen van de wagen als kitcar. 
Lotus speelde hierop in door totaal af te zien van levering als bouwpakket. Het bedrijf wilde zich alleen nog specialiseren en profileren in de race en sportwagenwereld. De productierechten van de Lotus “7” werden daarom verkocht aan de enig overgebleven Lotus-verkoopvertegenwoordiging Caterham Cars. 
Na een korte periode waarin nog de serie 4 inclusief de laatste Lotus-bouwkits werden geleverd, lanceerde Caterham zijn eigen versie van de series 3. Sindsdien is dit model steeds verder ontwikkeld en verfijnd als Caterham “7” verkocht.

## Rijeigenschappen
De topsnelheid van de “7” hing voor een groot deel af van de carrosserieconfiguratie, de motor en de overbrenging. De eerste modellen hadden slechts motoren met weinig vermogen en haalden maar net 140 km/u. Een speciaal voor de race door Brausch Niemann voorbereide “7” haalde in 1962 in Zuid-Afrika 204 km/u. 
Bijna alle Lotus 7-modellen bezaten door het lage gewicht (uiteraard ook afhankelijk van de motorinhoud) een uitstekende acceleratie. 
De prestaties van de remmen varieerden afhankelijk van de modellen en de bouwjaren. De minder krachtige modellen waren uitgerust met trommelremmen rondom; de latere krachtigere versies hadden schijfremmen voor of rondom. Door de geringe massa van de wagen was de remvertraging van de niet met ABS uitgeruste wagens uitstekend. 
De hanteerbaarheid van de wagen was eveneens prima. Het hoogste deel van de wagen was 111 cm van het wegdek af en met zijn kunststofdak , zij- en achterruiten was het gewicht minimaal. De steunen voor de softtop en de voorruit waren van aluminium; alleen de holle chassisbuizen waren van staal. Dit gaf de wagen een laag zwaartepunt. 
De voor/achter-gewichtsverhouding was bijna gelijk door het ontbreken van een kofferbak en door een kleine (25 liter) benzinetank.
De besturing was zowel met grote als met kleine wielen zeer scherp en direct en leverde bijna geen wrijving op. Vanwege het lichte gewicht van de wagen ontbrak stuurbekrachtiging geheel.
Net als de racewagens uit die tijd was de “7” serie S1 voorzien van een licht en zijwaarts hoog opgebouwd chassis waardoor een grote stijfheid gegarandeerd was; dit type was dan ook geheel op racen ingericht. De S2 en de andere straatversies hadden echter een wat simpeler chassis. De constructie werd afgewerkt met gladde aluminium panelen. Ook de bodem van de wagen had deze panelen die het stalen buischassis aan het zicht onttrokken. Hierdoor bezat de “7” een zeer licht maar zeer stijf chassis met weinig buizen. 
De eerste Lotus “7” serie woog circa 500 kg. Naarmate de productie voortduurde werd dit gewicht met 700 kg iets zwaarder; desondanks zeer licht voor een auto met een motorinhoud van 1 liter.
Voor bestond de wielophanging uit "A"-armen en springveren geïntegreerd in een stabilisatiebeugel die gelijk als bovenste helft van de A-arm dienstdeed. Achter bestond deze uit een starre as met driedelige veerpunten.

## Zwakke punten
De S2-serie had problemen met de achteras en het differentieel; deze was namelijk van een standaard Ford-stationwagen! Later werd dit bij de S3-serie gecorrigeerd door toepassing van een achteras van de Ford Cortina.
Het holle stalen buischassis was van binnenuit gevoelig voor roest. Hierdoor konden dragende delen spontaan afbreken. 

## Motorvermogen
Voor de “7” werd een groot spectrum aan motoren getest. Na de Engelse Ford-flathead (zijklepper) die 49 pk vermogen leverde, werd de BMC series A-motor gebruikt; daarna volgden de Ford OHV (bovenliggende kleppen)-motoren van 1340 en 1500 cc met de motorinlaat en -uitlaat aan dezelfde kant van het blok. Vaak werden deze motoren door de firma Cosworth aangepast; de Cosworth 1340 cc "Super Seven" leverde 85 pk en de 1500 cc-"Super Seven 1500" 105 pk. Deze motoren werden later vervangen door de 1600 en 1700 cc-Ford-Kent (crossflow)-motoren die 135 pk leverden (1700 model). De acceleratie nam ongelooflijk toe, toen ten slotte de Cosworth/Ford Twin Cam 1600, die ook in de Lotus Elan werd toegepast, werd gebruikt.

## Trivia
Een Lotus 7 S2 met kenteken KAR120C werd in 1967/68 in de televisieserie "The prisoner" gebruikt door de hoofdrolspeler Patrick McGoohan. Een Lotus 7 werd in de games Sonic Drift en Sonic Drift 2 als "Whirlwind S7" gebruikt, gerefereerd aan de Lotus S7. 

## Replica's
Vanwege het zeer simpele basisontwerp van de Lotus “7” wordt dit model door meer dan 160 bedrijven en bedrijfjes over de gehele wereld nog steeds als kloon of replica-model geproduceerd. Hier volgt een lijst van producenten.

### Afrika
Birkin en Superformance

### Azië
Chinkara (IND) en Mitsuoka (J)

### Europa

#### Engeland
Caterham (nam rechten over), Dax, Falcon, Gregory, Locost, Luego, Madgwick, MK, Quantum, Raw, Formula 27, Robin Hood, SPD, Stuart Taylor, Sylva, Tiger, Tornado, Vindicator, Westfield, YKC, Z Cars.

#### Nederland
Donkervoort, Jansen, Luchjenbroers, Ruiter.

#### Overigen Europa
Dala (S),  ESTfield (EST), Esther (S), Hauser (CH), Helix (H), HKT (D), Irmscher (D), Kaipan (CZ),  Pegasus (D),  Rush (D), Sniper (BE) , TTM Martin GMO (F), VM (D), Wiba (S).

### Noord-Amerika
Brunton, Laminar, Rotus, WCM (allen USA).

### Oceanië en Zuid-Amerika
Almac (NZ), Alpha Sports (AUS), ASA (RA), Bomac (AUS), Chevron (NZ), Daytona (AUS), Elfin (AUS),
Fraser (NZ), McGregor (NZ).